# Куюкбаш
 Куюкбаш  — деревня в Балтасинском районе Татарстана. Входит в состав городского поселения «Посёлок городского типа Балтаси».

## География
Находится в северо-западной части Татарстана на расстоянии приблизительно 5 км на юг по прямой от районного центра поселка Балтаси.

## История
Основано в XVIII веке переселенцами из деревни Нурма (ныне село Норма), упоминалось также как Нурма, Кармала, Биктимирово.

## Население
Постоянных жителей было: в 1782 году — 58 душ мужского пола, в 1834 — 88, в 1859 — 92, в 1897—146, в 1908—179, в 1920—183, в 1926—190, в 1938—181, в 1949—139, в 1958—178, в 1970—128, в 1979 — 86, в 1989 — 14, в 2002 году 1 (татарской национальности), в 2010 году 1.